# 尼斯特鎮區 (愛荷華州卡洛爾縣)
尼斯特鎮區（英語：Kniest Township）是位於美國愛荷華州卡洛爾縣的一個行政鎮區。

## 地方資料
根據2010年美國人口普查的數據，尼斯特鎮區的面積為92.41平方千米，當中陸地面積為92.40平方千米，而水域面積為0.01平方千米。當地共有人口441人，而人口密度為每平方千米4.77人。